# Orange (Massachusetts)
Orange est une ville du comté de Franklin située dans l'État du Massachusetts, aux États-Unis.
Au recensement de 2010, la population était de 7 839 habitants.

## Géographie

### Communes limitrophes
Orange est la ville la plus à l'est du comté de Franklin, le long de sa frontière avec le comté de Worcester. Le centre-ville se situe à 29 km à l'est de Greenfield, à 64 km au nord-ouest de Worcester, à 68 km au nord-est de Springfield et à 116 km à l'ouest-nord-ouest de Boston. Elle est bordée par Royalston au nord-est, Athol au sud-est, New Salem au sud, Wendell au sud-ouest, une petite partie d'Erving à l'ouest et Warwick au nord-ouest.
| Warwick |           | Royalston |
| Erving  | Orange    | Athol     |
| Wendell | New Salem | Athol     |

### Superficie
Selon le Bureau du recensement des États-Unis, la ville a une superficie totale de 36,0 milles carrés (93,3 km²), dont 35,1 milles carrés (90,9 km²) de terre et 0,93 milles carrés (2,4 km²), soit 2,58%, est l'eau.

### Hydrographie et relief
Le centre-ville actuel est traversé par la rivière Millers. D'autres points d'eau se trouvent sur le territoire d'Orange, dont l'étang Tully (Tully Pond), le lac Mattawa (Mattawa Lake) ainsi qu'une partie du lac Rohunta (Lake Rohunta).
Une petite partie de la ville est une zone protégée, dont la plupart fait partie de la forêt d'État d'Orange (Orange State Forest) ainsi que de la forêt d'État de Warwick.

La moitié nord de la ville est parsemée de marécages et la ville abrite trois grandes collines : Temple Hill et Tully Mountain (354m) au nord ainsi que Chestnut Hill, le point culminant de la ville à la frontière avec Athol, au sud.

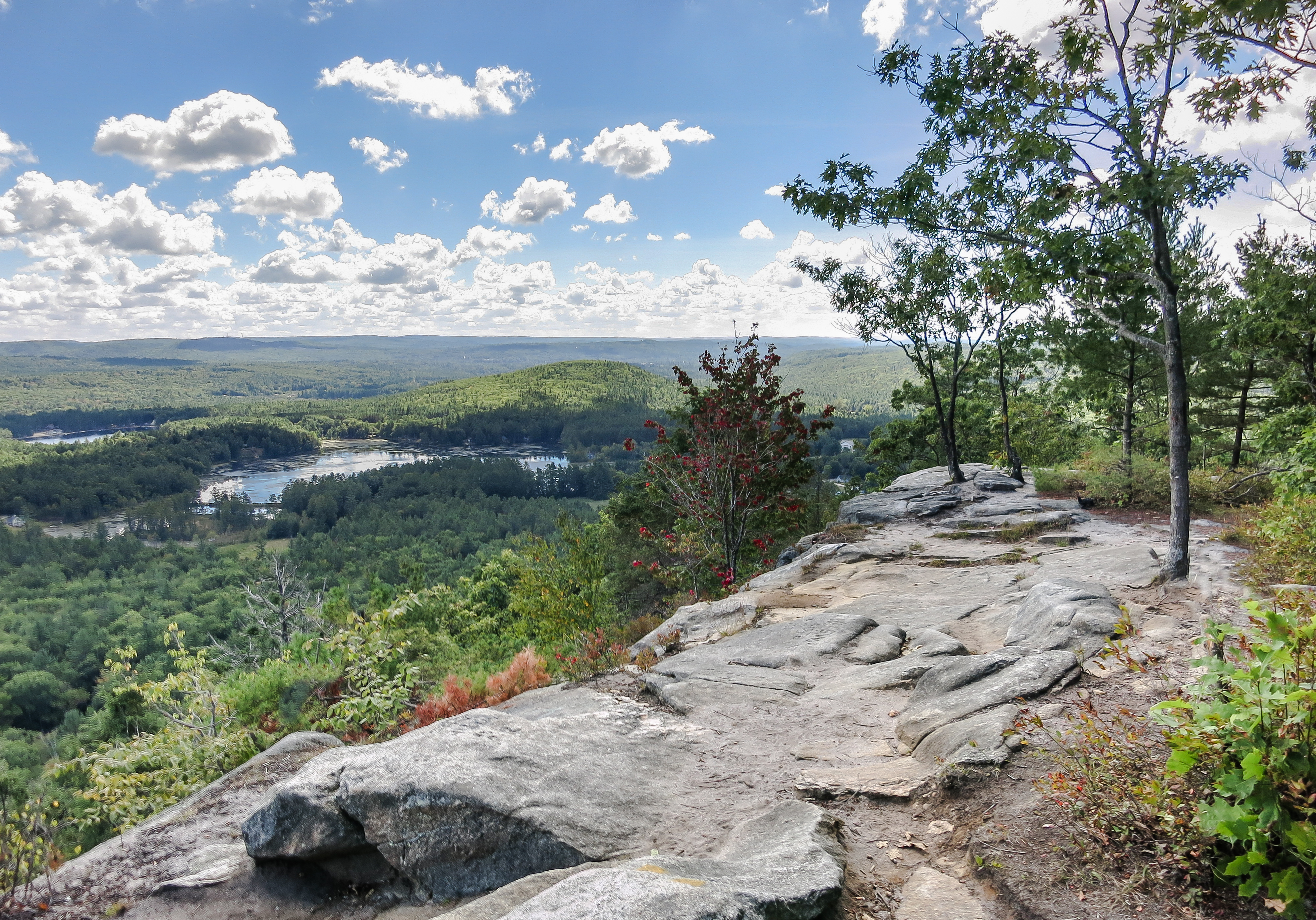
Vue depuis le sommet de Tully Mountain.
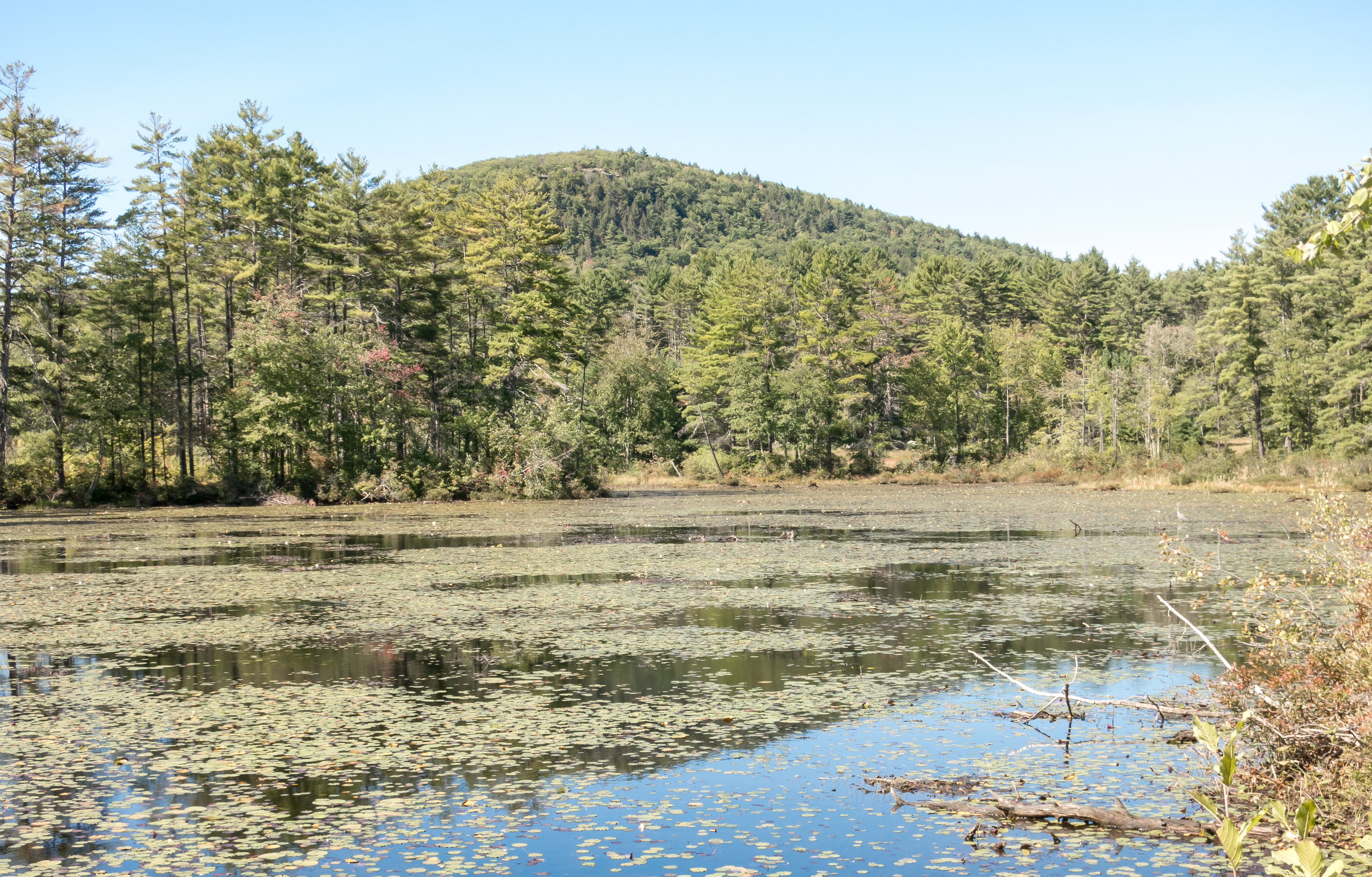
L'étang Tully.

### Voies de communication et transports
Orange se trouve le long de la Massachusetts Route 2 qui traverse le nord de l'État en direction est-ouest. Les terminus sud de la route 78 et nord de la route 122 se situent aussi à Orange.

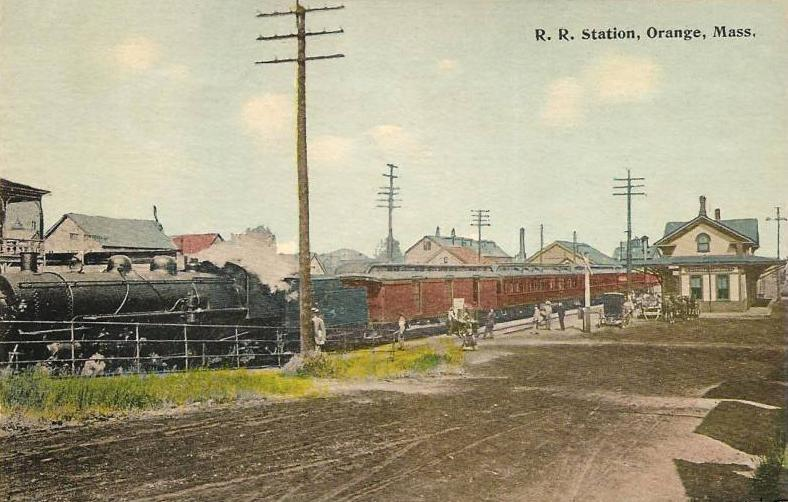
Gare d'Orange vers 1912.

Le chemin de fer Springfield Terminal traverse la ville, enjambant plusieurs fois la rivière Millers dans la partie ouest de l'Orange. Le Fitchburg Railroad et plus tard Boston et le Maine ont autrefois fourni un service ferroviaire de passagers à Orange ; cependant, ces trains ont depuis longtemps cessé de fonctionner et aujourd'hui, seul le fret traverse la ville.
Deux lignes de bus locales assurent le service le long de la route 2A : la route Orange/Greenfield de la Franklin Regional Transit Authority, ainsi que la route Gardner/Orange de la Montachusett Regional Transit Authority.

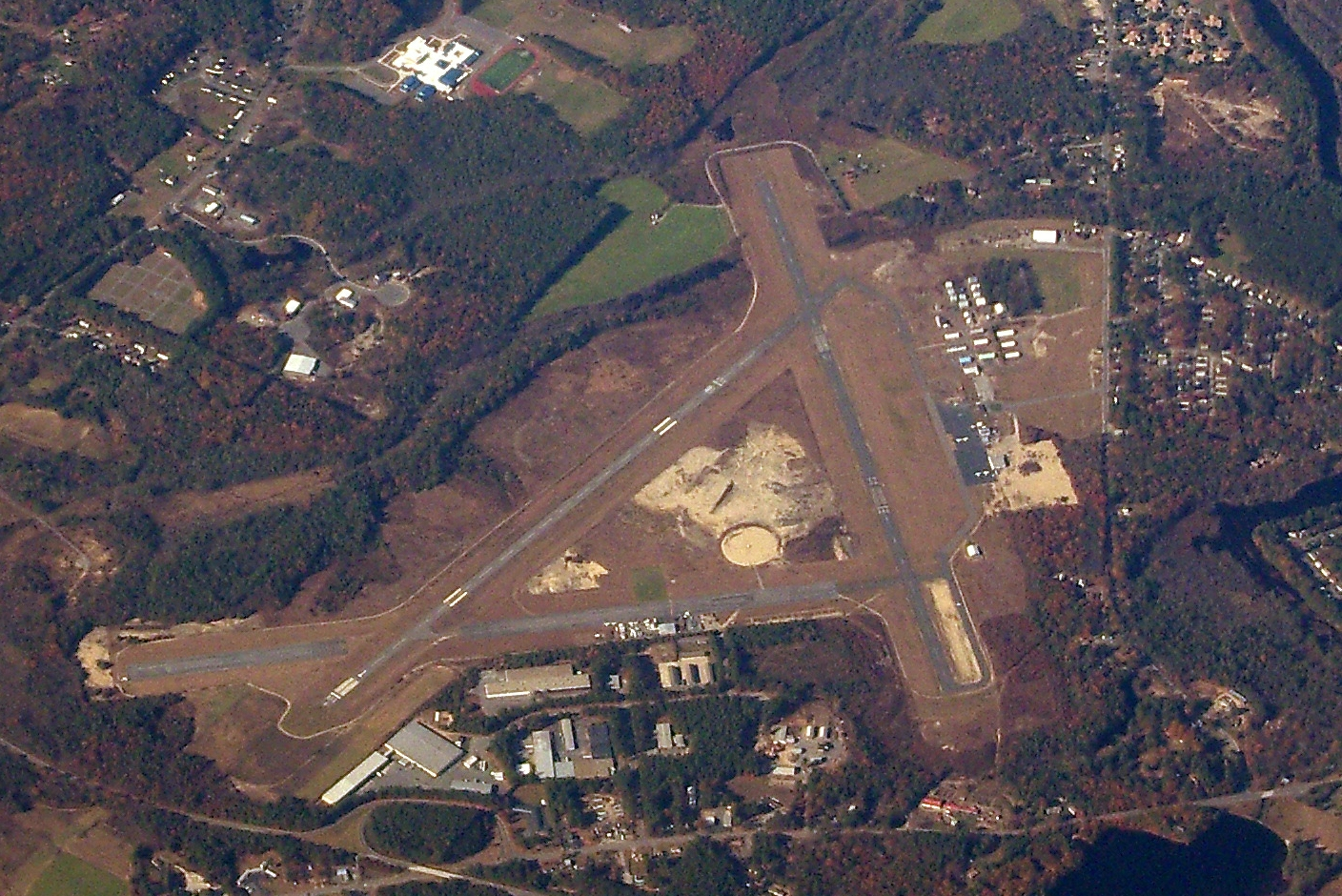
Aéroport municipal d'Orange.

La ville d'Orange possède aussi et exploite l'aéroport municipal d'Orange (Orange Municipal Airport - KORE), une petite piste d'atterrissage de service aérien qui sert également de centre d'entraînement au pilotage et de centre de parachutisme. Le service aérien national le plus proche est accessible soit à l'aéroport international de Bradley au sud, soit à l'aéroport régional de Manchester-Boston au nord-est.

## Toponymie
La ville d'Orange a été nommée en l'honneur du roi d'Angleterre Guillaume III d'Orange-Nassau, prince d'Orange (dont la capitale est Orange, dans le Vaucluse).

## Histoire

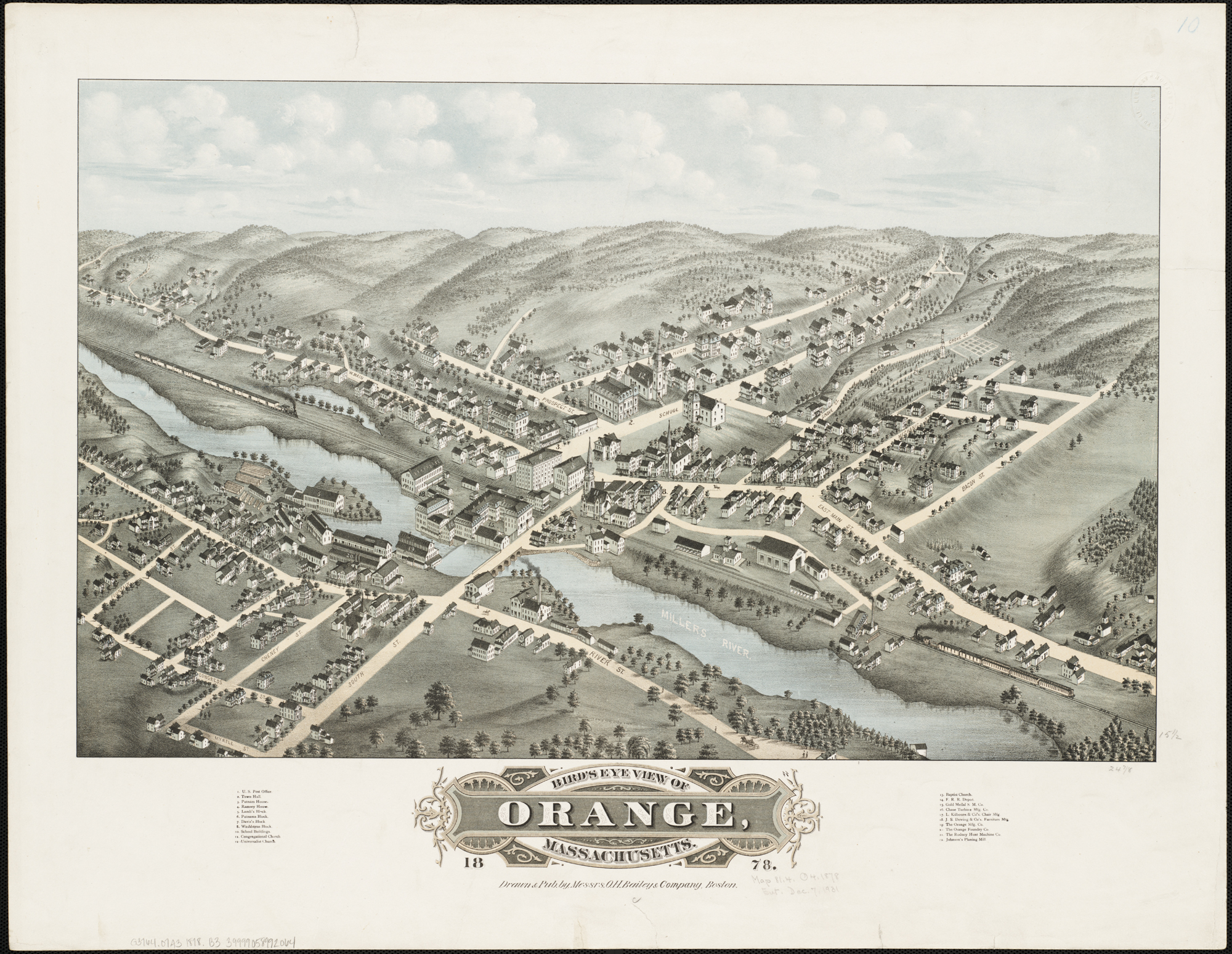
Plan général d'Orange en 1878.

### Fondation
La ville d'Orange a été colonisée par les européens en 1746, à partir de territoires issus des villes de Royalston, Warwick et Athol. La plupart de ces terres ne furent colonisées qu'à la fin du XVIIIe siècle : en 1783, elles deviennent le district d'Orange puis sont finalement incorporées en tant que ville le 24 février 1810.

### Industrialisation
À partir de 1790, la rivière Millers qui traverse la ville est endiguée ; l'industrie voit alors le jour au sein de cette nouvelle communauté considérée jusqu'alors comme en majeure partie agricole. Entre 1790 et 1840, plusieurs petites industries se développent en ville, et Orange finit par être rapidement considéré comme une ville à moulins (« mill town » en anglais) à partir de 1840.
En 1879, la ville comptait environ 2 000 habitants, dont beaucoup étaient employés dans l'industrie locale.
À la fin du XIXe siècle, la plus grosse entreprise de la ville était la New Home Sewing Machine Company : à son apogée, en 1892, elle produisit près de 1 200 000 machines à coudre.

En 1900, Orange abrita également la pionnière compagnie d'automobile Grout Brothers, qui fabriqua des voitures considérées comme les toutes premières construites dans une usine aux États-Unis.

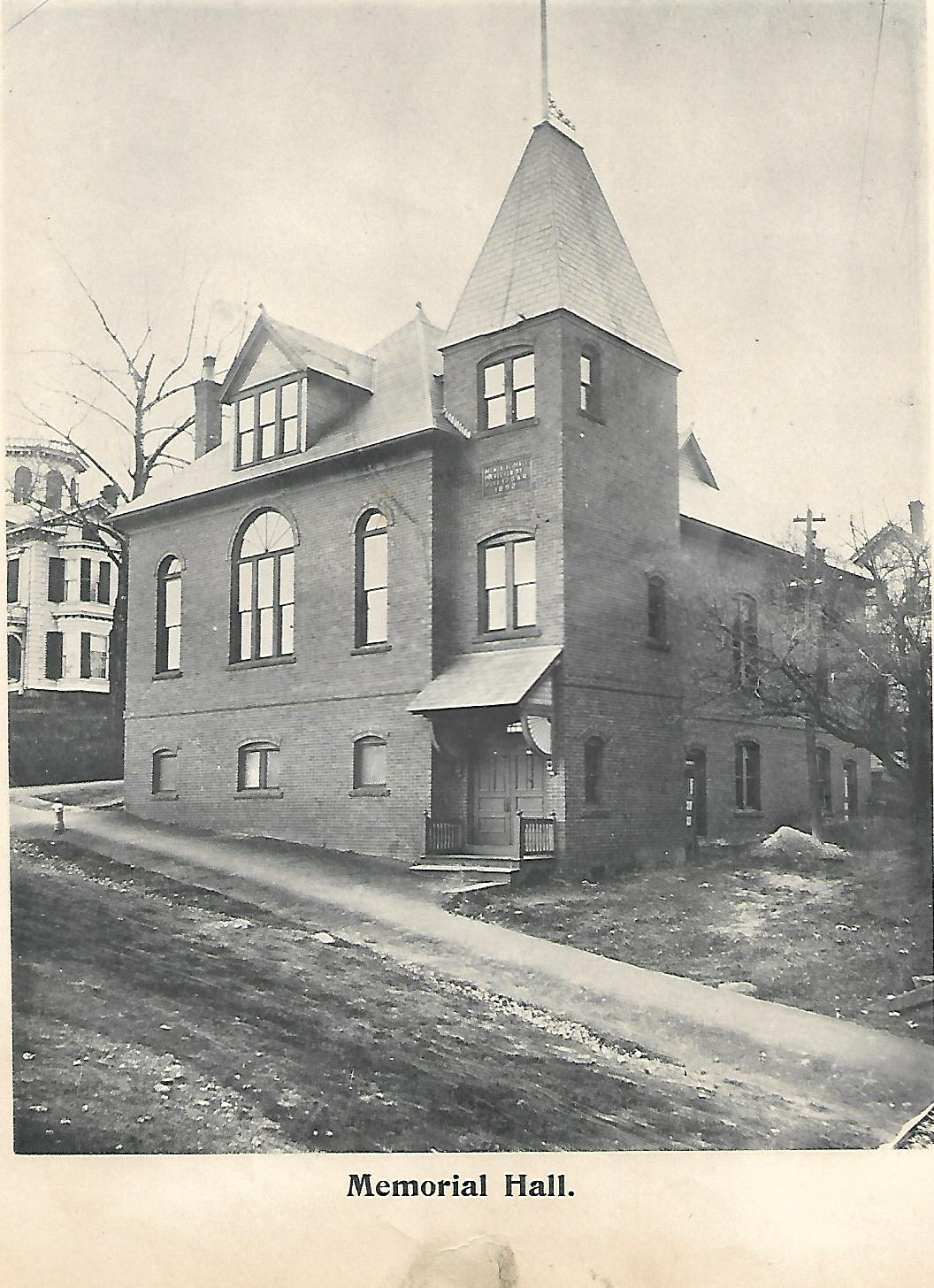
Le Memorial Hall en 1900.
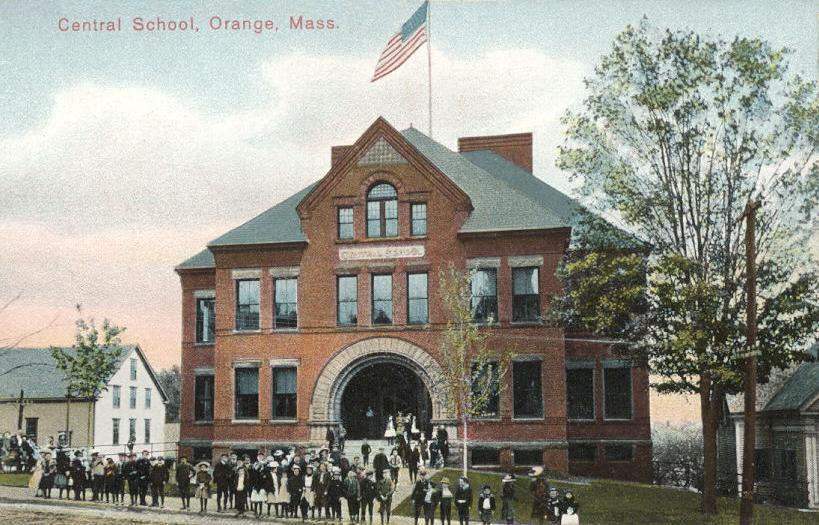
L'école centrale en 1908.
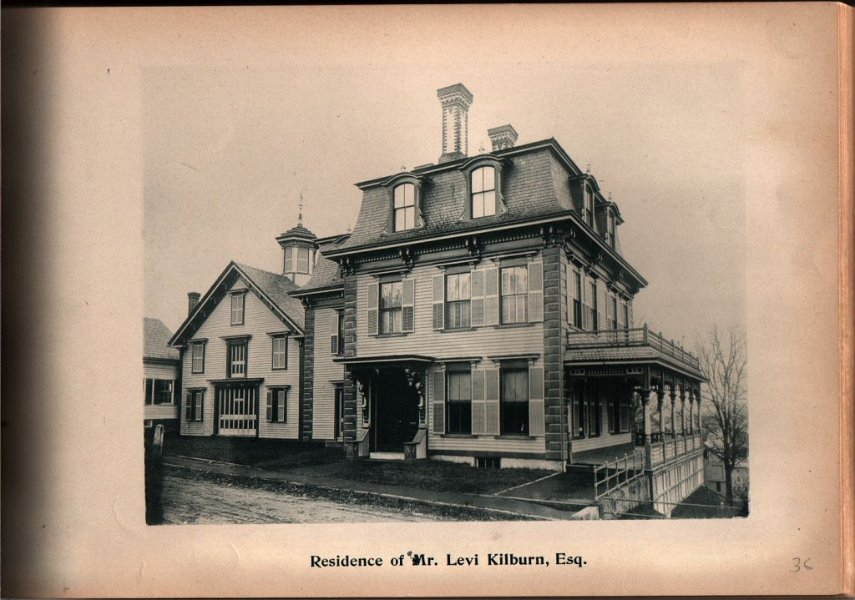
Maison palatiale de M. Levi Kilburn vers 1870.
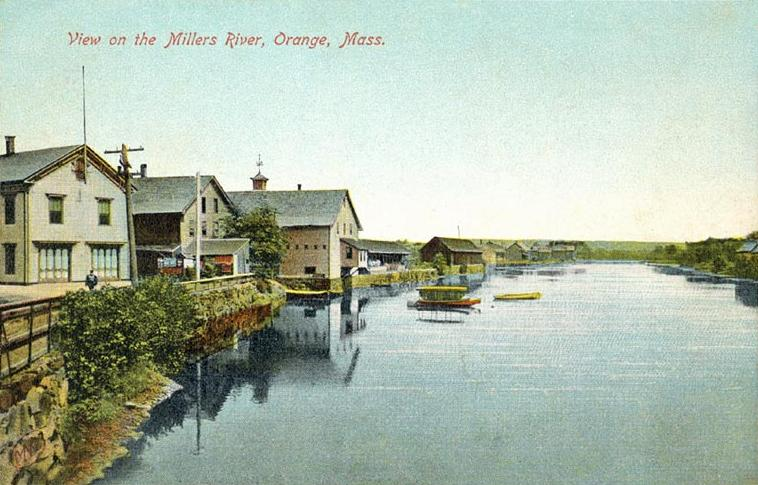
Vue de la rivière Millers vers 1907.
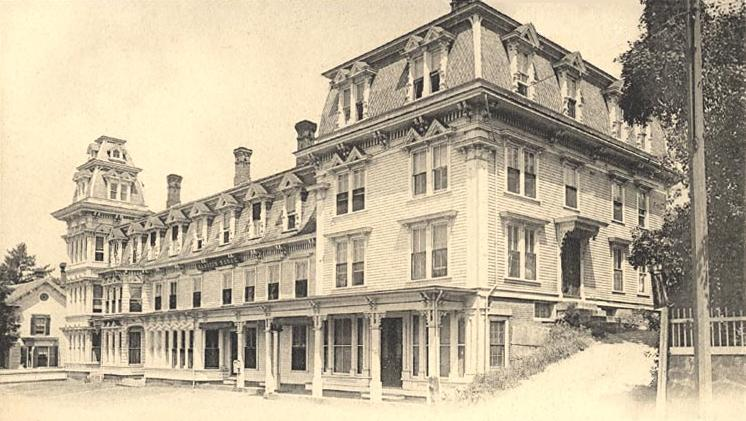
Hôtel particulier en 1906.
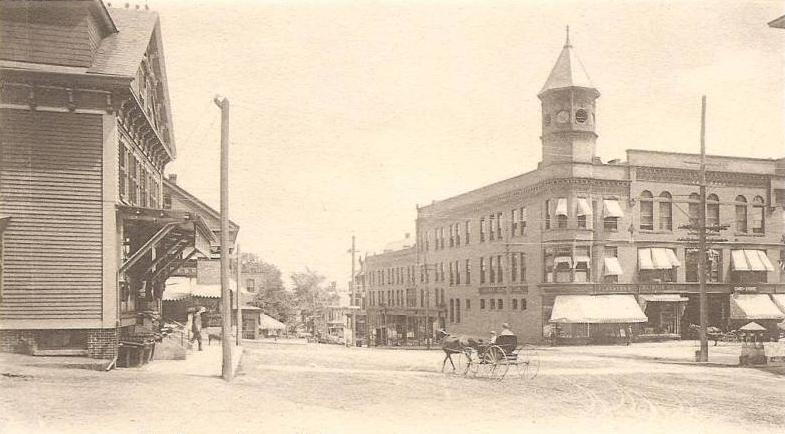
Square d'Orange en 1906.

## Culture locale et patrimoine

### Lieux et monuments

#### Statue de la Paix du Massachusetts
La Statue de la Paix, située dans l'Orange Memorial Park, est une statue commémorative en bronze érigée en 1934 en mémoire des combattants qui ont servi durant la Première Guerre mondiale. Haute d'environ 3,60 mètres (12 pieds) et sculptée par Joseph P. Pollia de New York, cette statue représente un soldat vétéran expliquant à un enfant la futilité de la guerre.

Le 25 février 2000, la législature l'a désignée comme « statue officielle de la paix du Commonwealth du Massachusetts ».

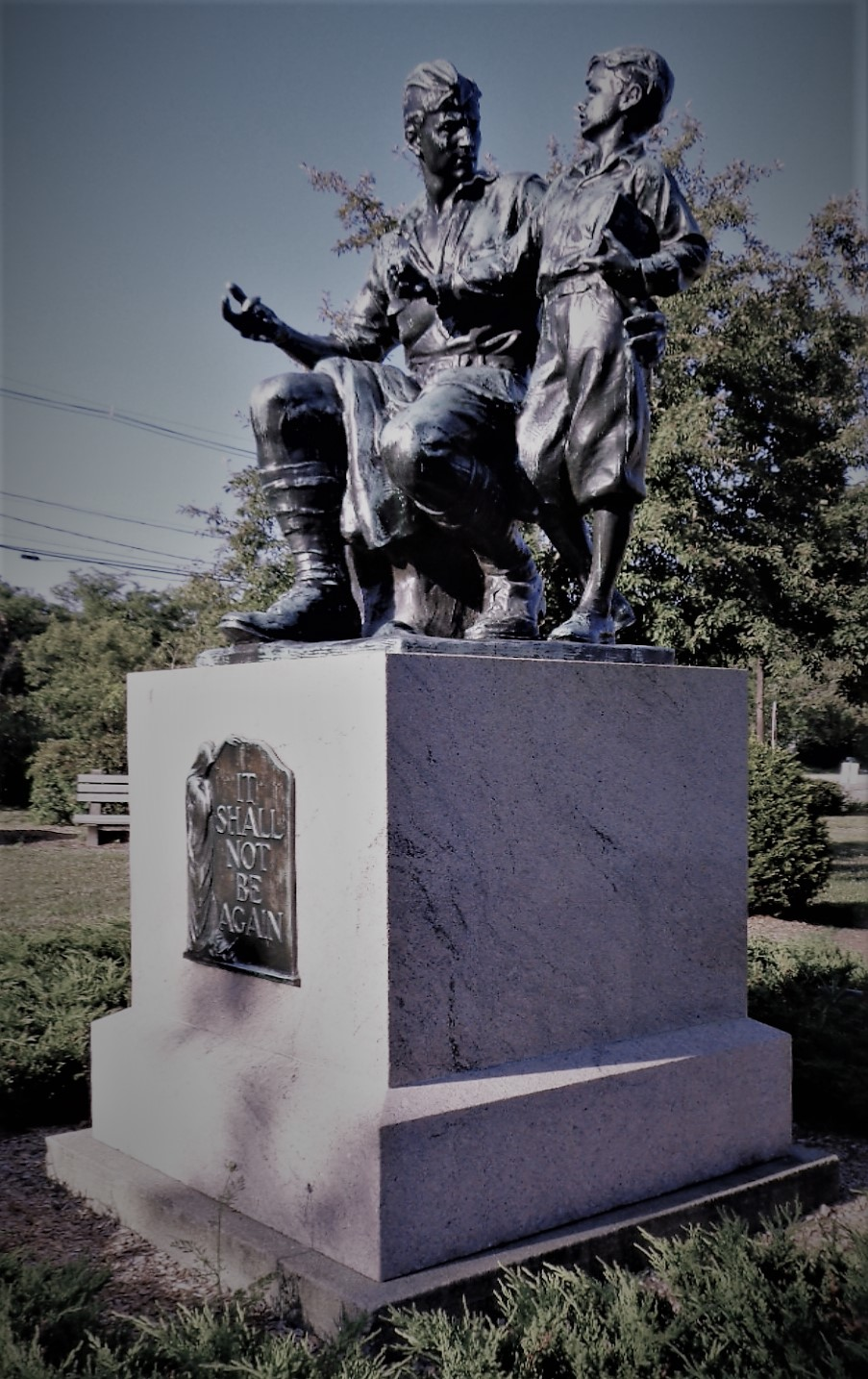
Vue générale de la statue.
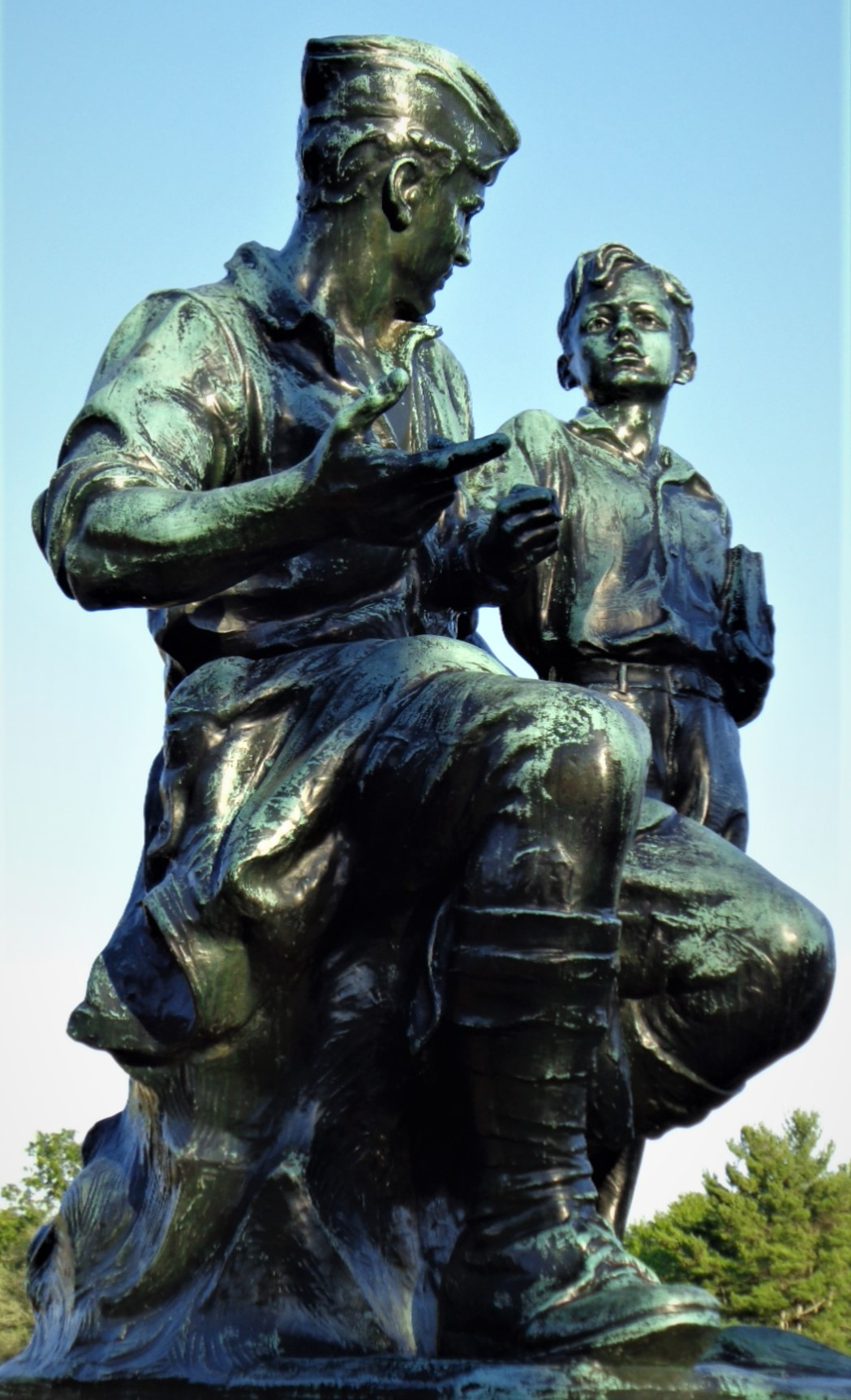
Détail de la statue.
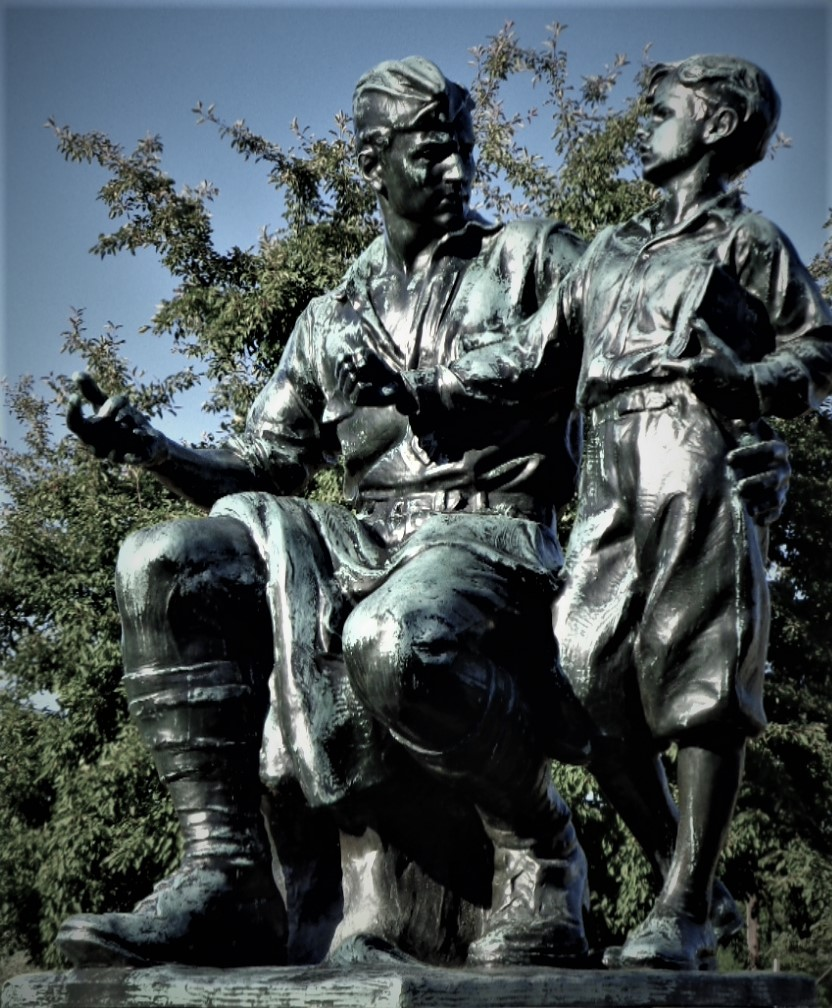
Autre détail de la statue.
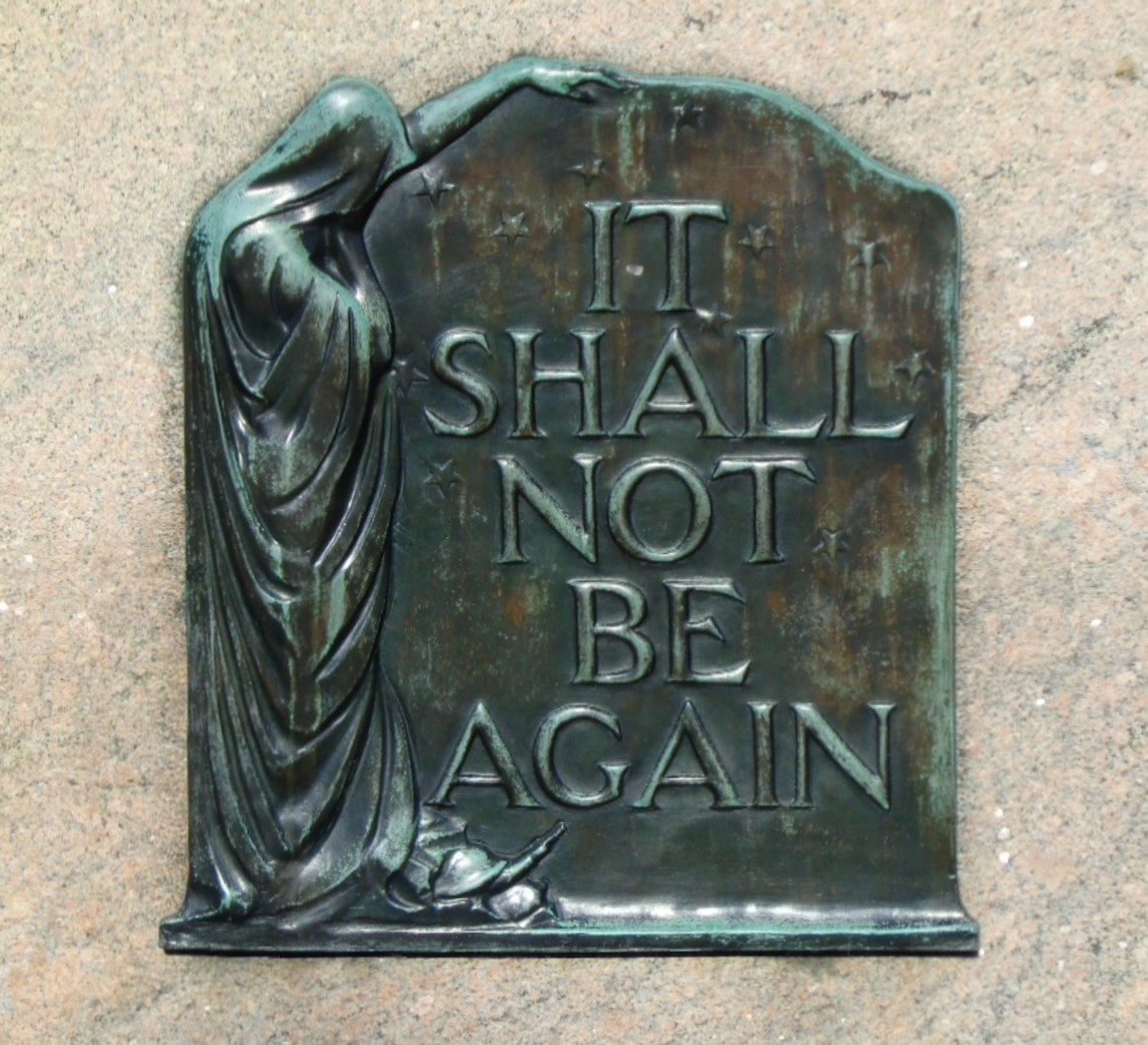
Plaque du piédestal de la statue.

#### Lac Mattawa
Le lac Mattawa (Mattawa Lake, en anglais) est un endroit populaire à Orange pour la baignade, la navigation de plaisance et la pêche. Situé au sud-ouest de la ville, le lac offre une plage ainsi qu'une rampe de mise à l'eau. Il est annuellement ensemencé de truites et de saumons.

#### Orange Historical Society
L'Orange Historical Society est un musée traitant de l'histoire d'Orange situé sur North Main Street, dans une maison victorienne voisine à la première église Universaliste d'Orange.

### Personnalités liées à la ville

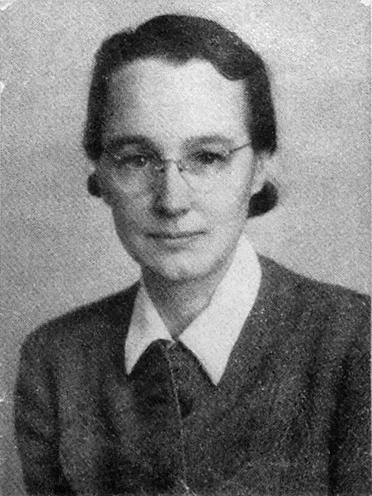
Myrtle Bachelder.

- Myrtle Bachelder.Myrtle Bachelder, chimiste et officier du Women's Army Corps ayant travaillé sur le projet Manhattan, est née à Orange ;
- Charles Chapin, maréchal pour le Vermont ;
- Robert Dexter Conrad, capitaine naval ;
- Walter William Spencer Cook (1888-1962), historien de l'art et professeur spécialisé dans l'histoire de l'art médiéval espagnol, né à Orange ;
- Whitey Witt, ancien joueur de baseball et membre de la première équipe de championnat des Yankees de New York en 1923 ;
- Geneviève Gaignard, artiste photographe, plasticienne et vidéaste.

## Dans la culture populaire

### Lieu de tournage
Entre 2018 et 2019, Orange a servi de lieu de tournage extérieur pour la série Castle Rock, produite par J.J. Abrams et Stephen King, où elle est censée représenter la petite ville de Castle Rock, Maine,: une maison victorienne sur Ball Street servit de maison pour les personnages de le Ruth et Henry Deaver, l'église Universaliste apparaît plusieurs fois et certains bâtiments de la Slencil Company ont été utilisés comme décor pour le poste de police, pour l'agence immobilière M. Strand & Associates Real Estate ainsi que pour le Mellow Tiger Bar...

## Galerie

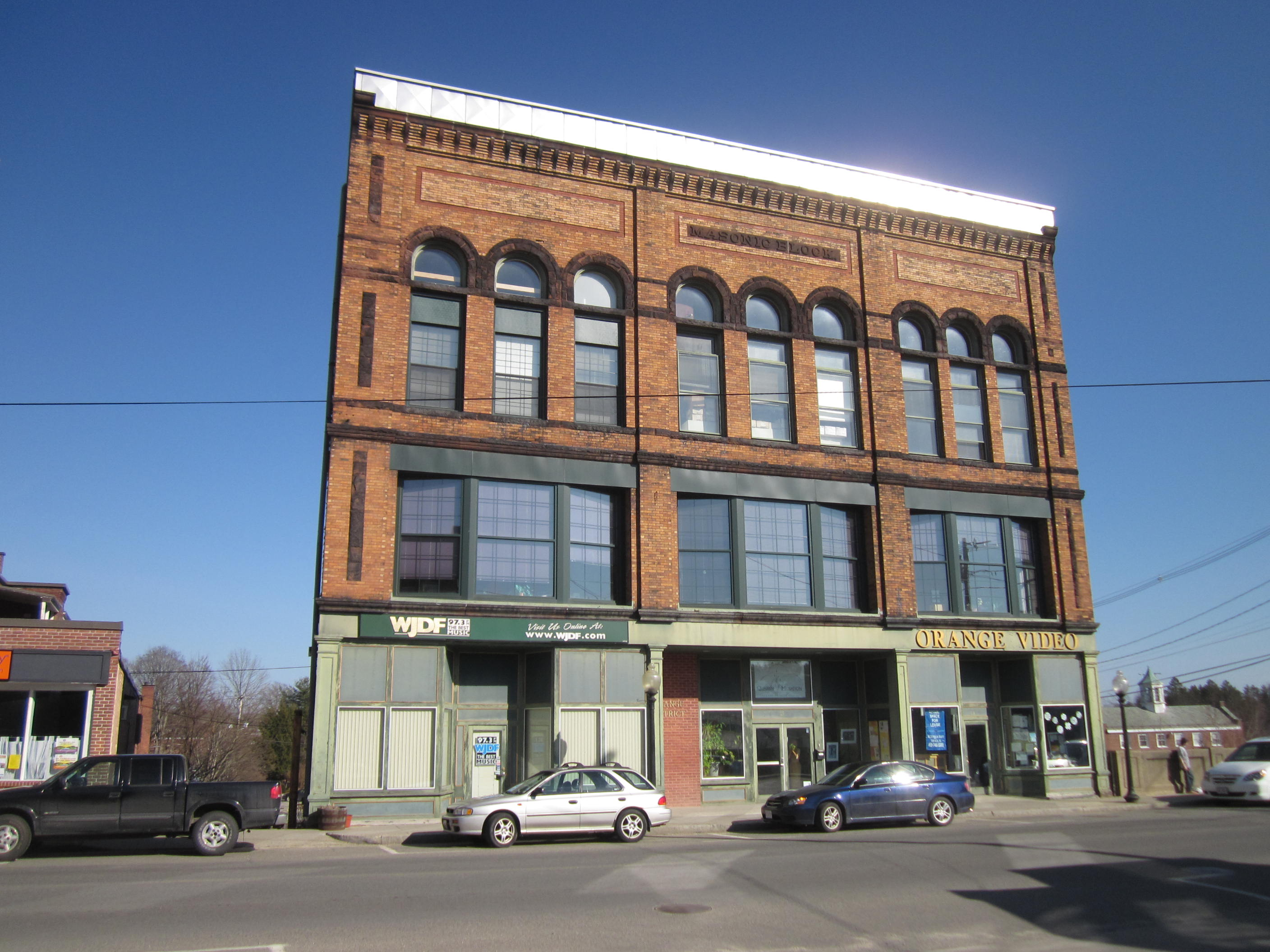
Bâtiment du centre-ville d'Orange.
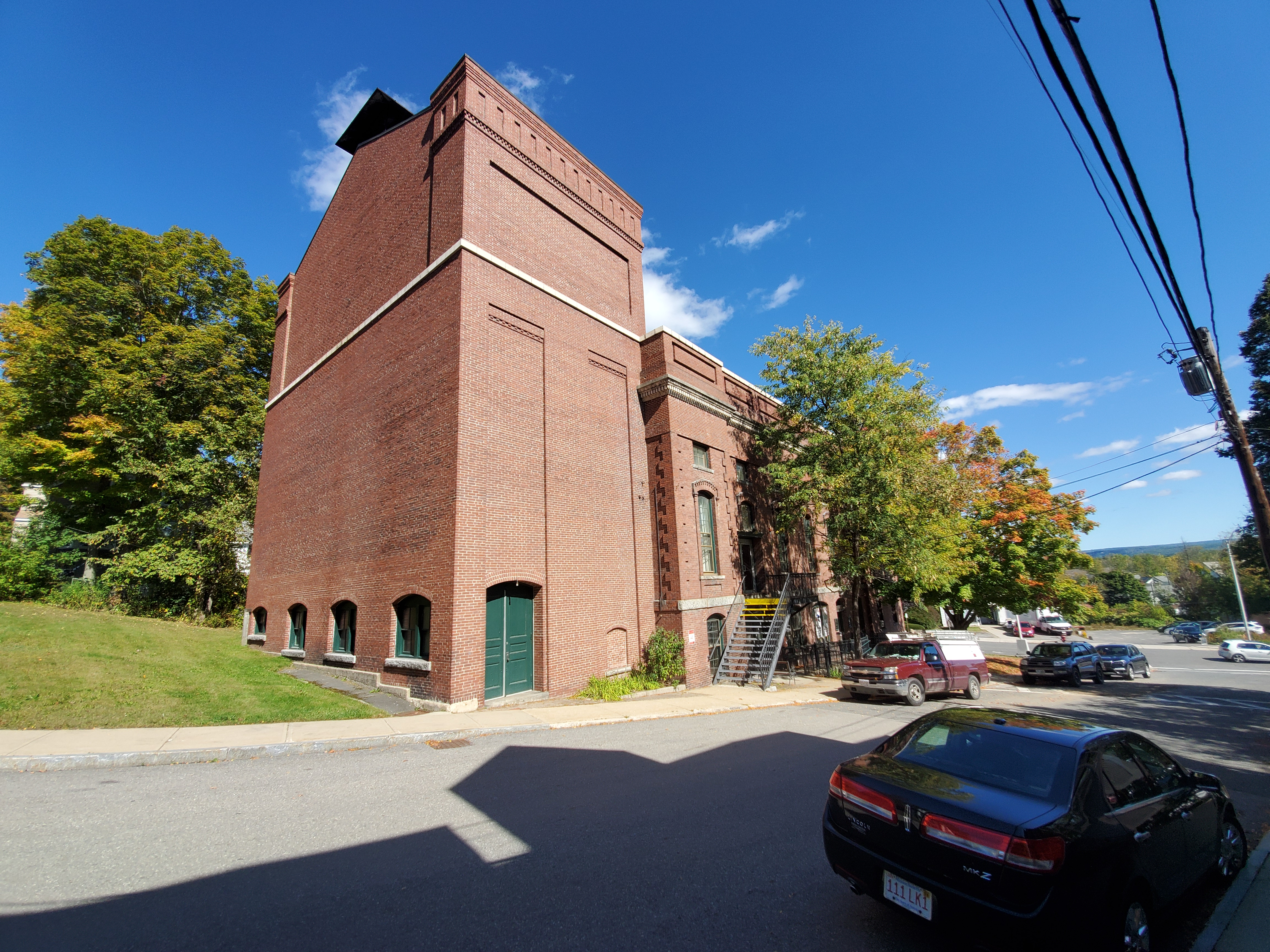
Ancien emplacement du Memorial Hall, derrière l'hôtel de ville.
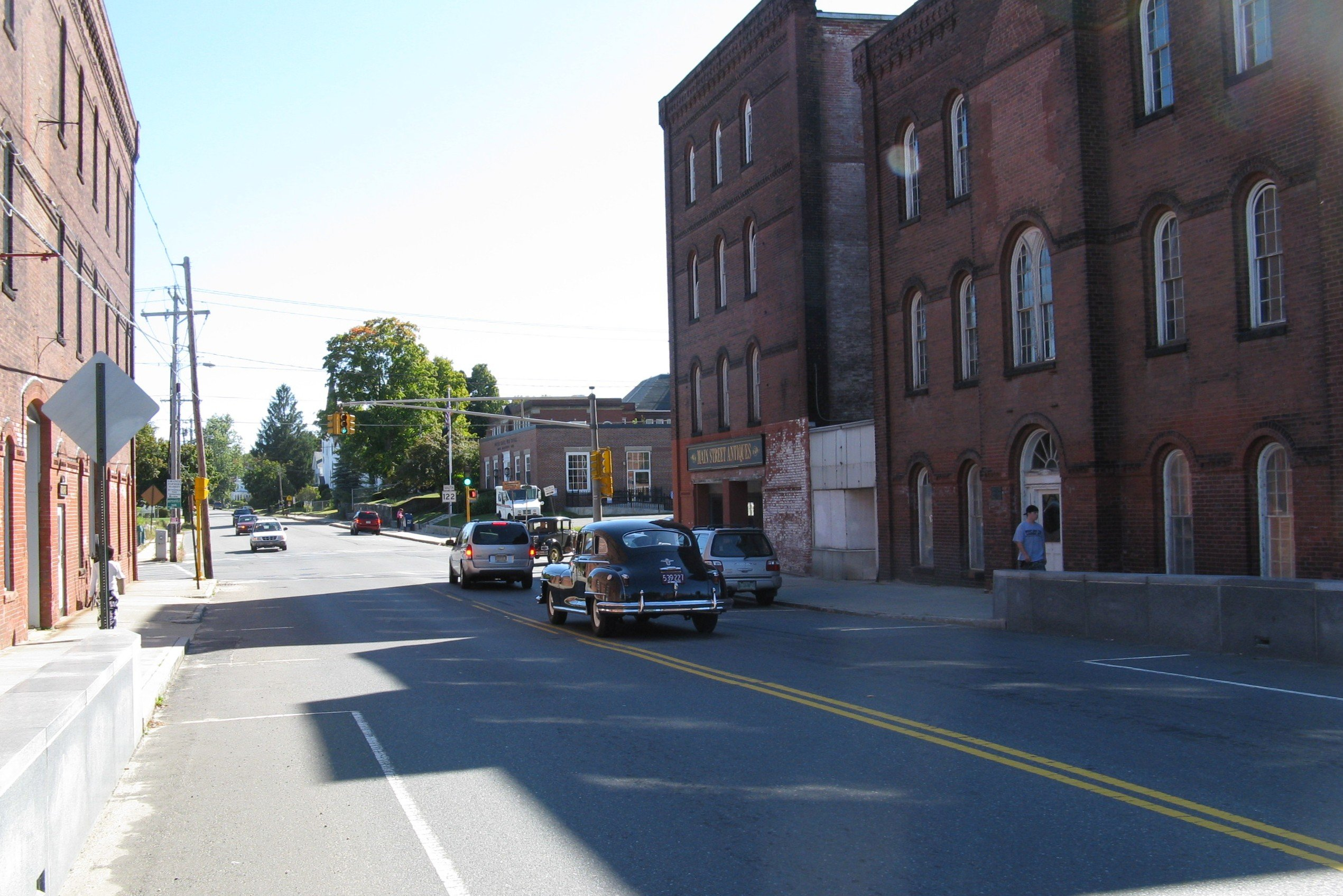
South Main Street.
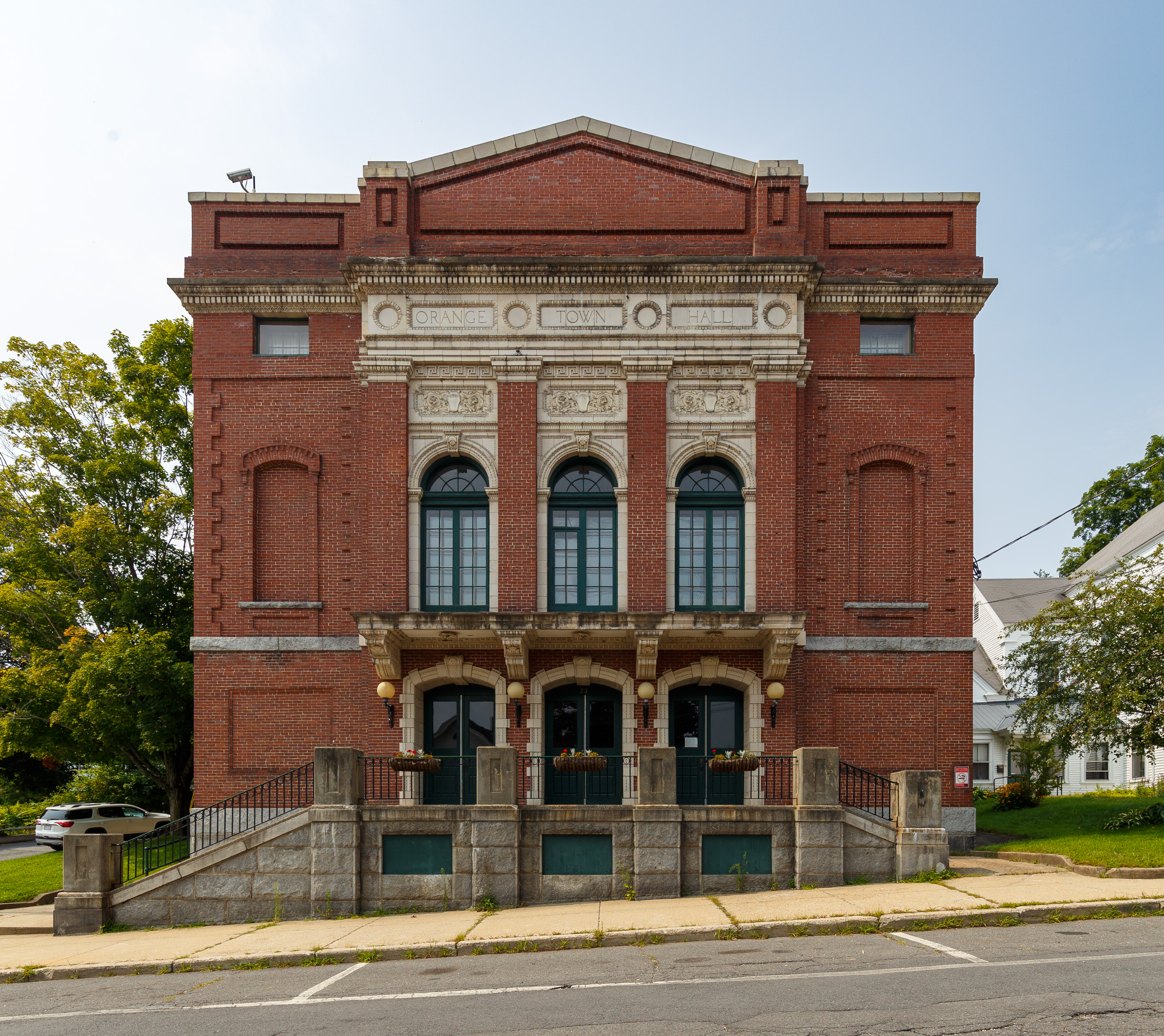
L'hôtel de ville.
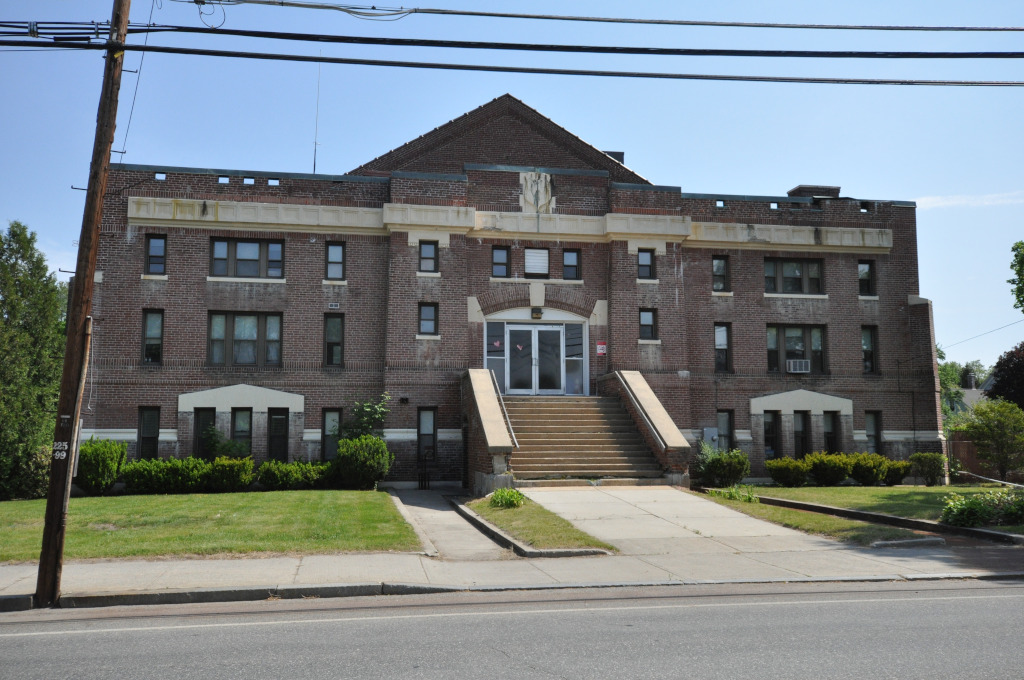
Orange Armory, sur East Main Street.
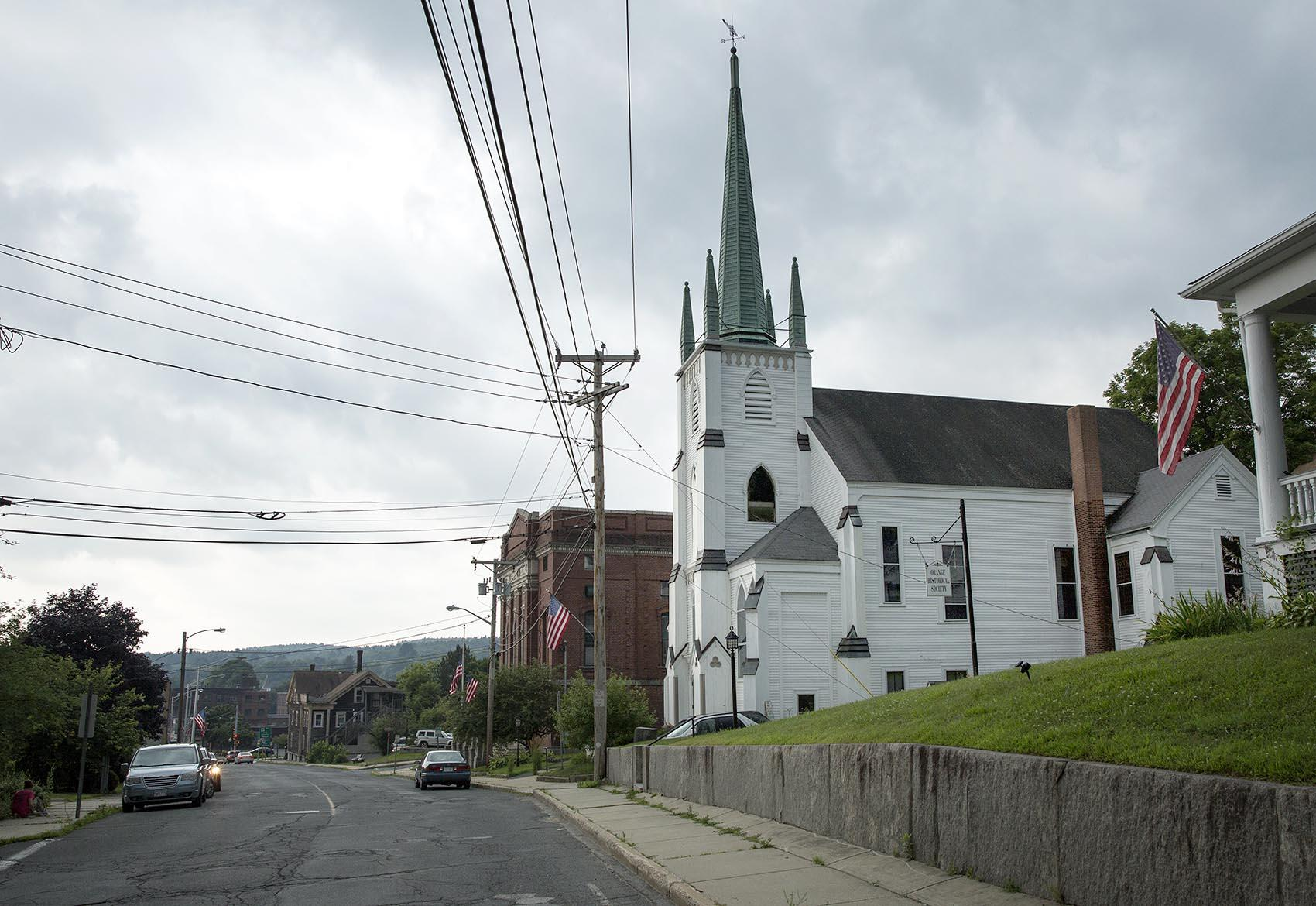
La première église universaliste et Main Street.